# 55-я танковая дивизия (СССР)
55-я танковая дивизия — воинское соединение автобронетанковых войск Рабоче-крестьянской Красной армии в Великой Отечественной войне. Период боевых действий со 2 июля 1941 года по 10 августа 1941 года.
55 танковая дивизия сформирована в марте 1941 года, на базе 31 отдельной лёгкой танковой бригады, в составе 25-го механизированного корпуса, в Харьковском военном округе. До начала войны дислоцировалась в городе Чугуев. В период с 28.06. по 29.06. 1941 года, погрузившись на станции Чугуев отправилась на фронт. 01.07.1941 года дивизия разгрузилась на станции Бобрик, что в пятидесяти километрах, севернее Киева, где вошла в состав 19-й армии Юго-Западного Фронта, получив приказ сосредоточиться в лесу, неподалёку села Рожевка, но уже 03.07.1941 года дивизия была снова погружена на эшелоны и отправлена на Западный Фронт в район Гомеля. Выгрузившись на станции Новозыбковка поступила в распоряжение командующего 21-й армией. Расформирована в августе 1941 года.

## Состав
- 109-й танковый полк (в/ч 9278);
- 110-й танковый полк (в/ч 9287);
- 55-й мотострелковый полк (в/ч 9271);
- 55-й гаубичный артиллерийский полк (в/ч 9309), командир — майор Юдин Алексей Никитич;
- 55-й отдельный зенитно-артиллерийский дивизион (в/ч 9267), командир — старший лейтенант Лазарев Алексей Андреевич;
- 55-й разведывательный батальон (в/ч 9229);
- 55-й понтонный батальон (в/ч 9352);
- 55-й отдельный батальон связи (в/ч 9231);
- 55-й медсанбат (в/ч 9427);
- 55-й автотранспортный батальон (в/ч 9368);
- 55-й ремонтно-восстановительный батальон (в/ч 9385);
- 55-я рота регулирования (в/ч 9239);
- 55-й полевой хлебозавод (в/ч 9488);
- 704-я полевая почтовая станция;
- 578-я полевая касса Госбанка[2].

## Командование дивизией
- Командир — полковник Баданов Василий Михайлович.
- Заместитель по политической части — полковой комиссар Латышев Пётр Матвеевич.
- Начальник артиллерии — подполковник Волоко Николай Иосифович.
- Заместитель начальника отдела политпропаганды — старший батальонный комиссар Астапенко Исидор Евстафьевич[2].